# Darnley Bay
Die Darnley Bay ist eine größere Bucht an der südlichen Seite des Amundsen Gulf in den Northwest Territories (Kanada) mit einer Mündungsbreite von 32 km, die sich rund 45 km tief ins Land einschneidet.
Westlich liegt die Parry-Halbinsel, östlich beginnt mit Halcro Point  der Kanadische Schild. Das Gelände steigt dort leicht an und ist durch eiszeitliche Ablagerungen geprägt. Der Hornaday River mündet 14 km östlich der Inuit-Siedlung Paulatuk im Süden in die Bucht.
Die Darnley Bay wurde zuerst im Rahmen der Kanadischen Arktis-Expedition von 1913 bis 1918 im Jahr 1915 näher beschrieben.